# Yamia bundokalbo
Yamia bundokalbo là một loài nhện trong họ Theraphosidae. Loài này phân bố ở Philippines.